# Thalenberg
 (juillet 2018).
Si vous disposez d'ouvrages ou d'articles de référence ou si vous connaissez des sites web de qualité traitant du thème abordé ici, merci de compléter l'article en donnant les références utiles à sa vérifiabilité et en les liant à la section « Notes et références ».
Le Thalenberg est une montagne située en Alsace sur le territoire de la commune de Lembach, dans les Vosges du nord.
D'une superficie de 270 hectares le massif du Thalenberg correspond à l'ancien domaine seigneurial rattaché au château de Fleckenstein. Laissé à l'abandon durant le XIXe siècle, il fut rattaché à la commune de Lembach en 1997[réf. nécessaire].